# Polyphia
Polyphia er primært et instrumentalt rockband fra Dallas, Texas, der blev dannet i 2010.
Bandet opnåede sin første mainstream-succes, da nummeret "Impassion" blev populært på YouTube. De har efterfølgende været på flere turneer i USA.

## Bandmedlemmer
- Timothy Henson: Guitar (2010–nu)
- Scott LePage: Guitar (2010–nu)
- Clay Gober: Bas guitar (2012–nu)
- Clay Aeschliman: Trommer (2016–nu)
- Brandon Burkhalter: Trommer (2010–2014; 2015–2016), vokal (2010–2011)
- Randy Methe: Trommer (2014–2015)
- Lane Duskin: Vokal (2010–2012)

## Diskografi
- Inspire (EP 2013)
- Resurrect (EP 2011)
- Muse (2014, Equal Vision)
- Renaissance (2016, Equal Vision)
- The Most Hated (EP 2017)
- New Levels New Devils (2018, Equal Vision)
- Remember That You Will Die (2022, Rise)
- Live at the Factory in Deep Ellum (Live 2023, Rise)